# 薩莫里亞多夫卡河
薩莫里亞多夫卡河（俄语：Саморядовка），是俄羅斯的河流，位於該國西部莫斯科州，屬於烏恰河的左支流，流經德米特羅夫區，河道全長13公里，流域面積44.2平方公里。